# Щефан Вехтер
Щефан Вехтер (на немски: Stefan Wächter) е немски футболист, роден на 20 април 1978 в Херне, Германия.

## Кариера
Вехтер започва кариерата си на футболист в детския отбор на Вестфалия Херне. Преминава през Бохум и КФК Юрдинген 05, а през 2001 е закупен от Хамбургер ШФ. През сезон 2005/2006 дълго време е вратарят с най-малко допуснати голове, но се контузва и отстъпва мястото си на Саша Киршщайн. През ноември и декември 2006 той отново е титуляр, но след неубедителни игри и след закупуването на Франк Рост, Вехтер изпада до трети вратар на отбора. През лятото на 2007 е продаден на Ханза Рощок.

## Успехи
- Трето място в Бундеслигата през сезон 2005/2006
- Носетел на Купата на УЕФА-Интертото

## Любопитно
- Прякор: Тото
- Футболен идол: Волфганг Клеф